# ترومن (آرکانزاس)
ترومن (آرکانزاس) (به انگلیسی: Trumann, Arkansas) یک شهر در ایالات متحده آمریکا با جمعیت ۷٬۲۴۳ نفر است که در آرکانزاس واقع شده‌است.

## موقعیت جغرافیایی
موقعیت جغرافیایی شهرها و مناطق اطراف به شرح زیر است:

## نگارخانه

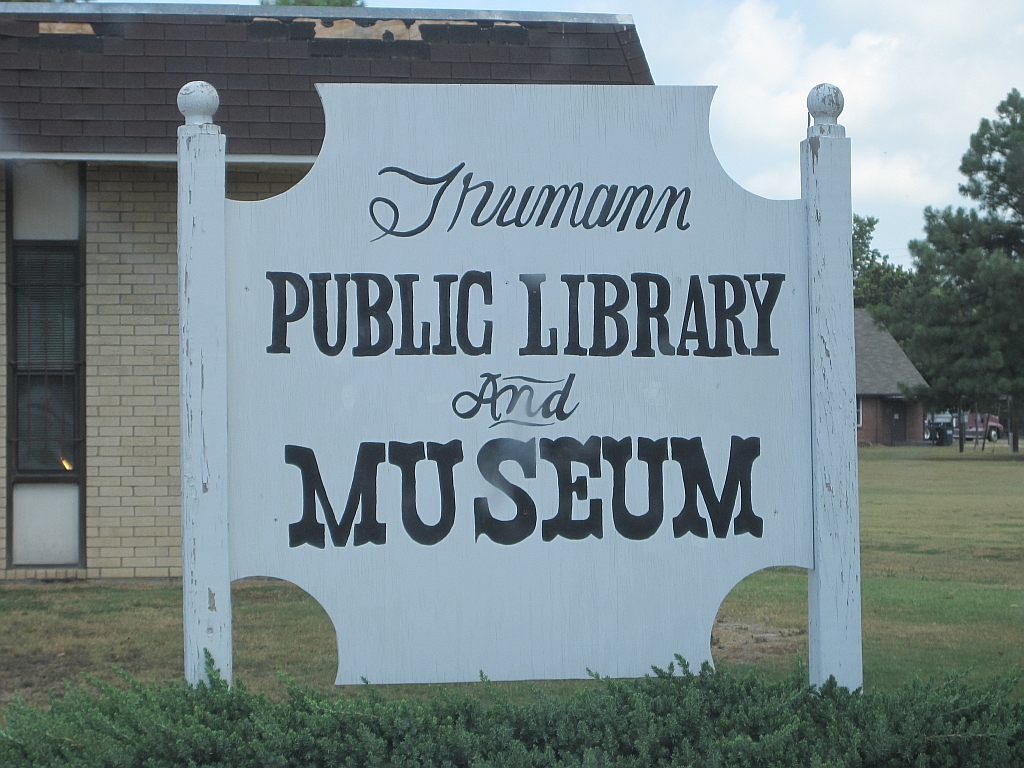
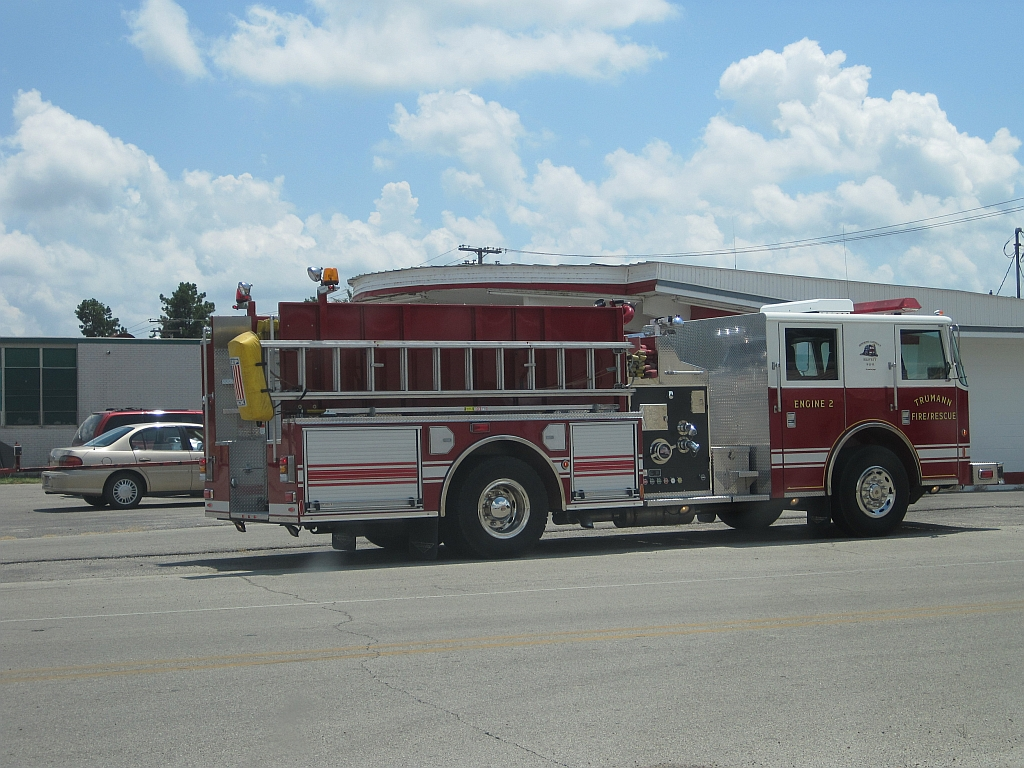
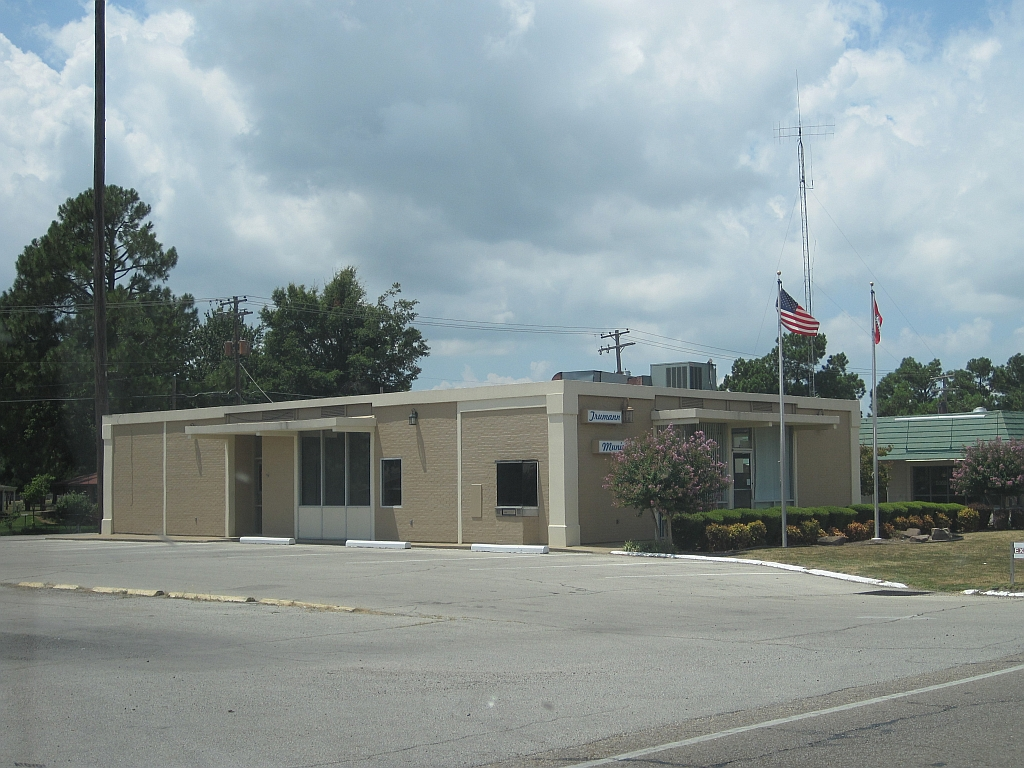
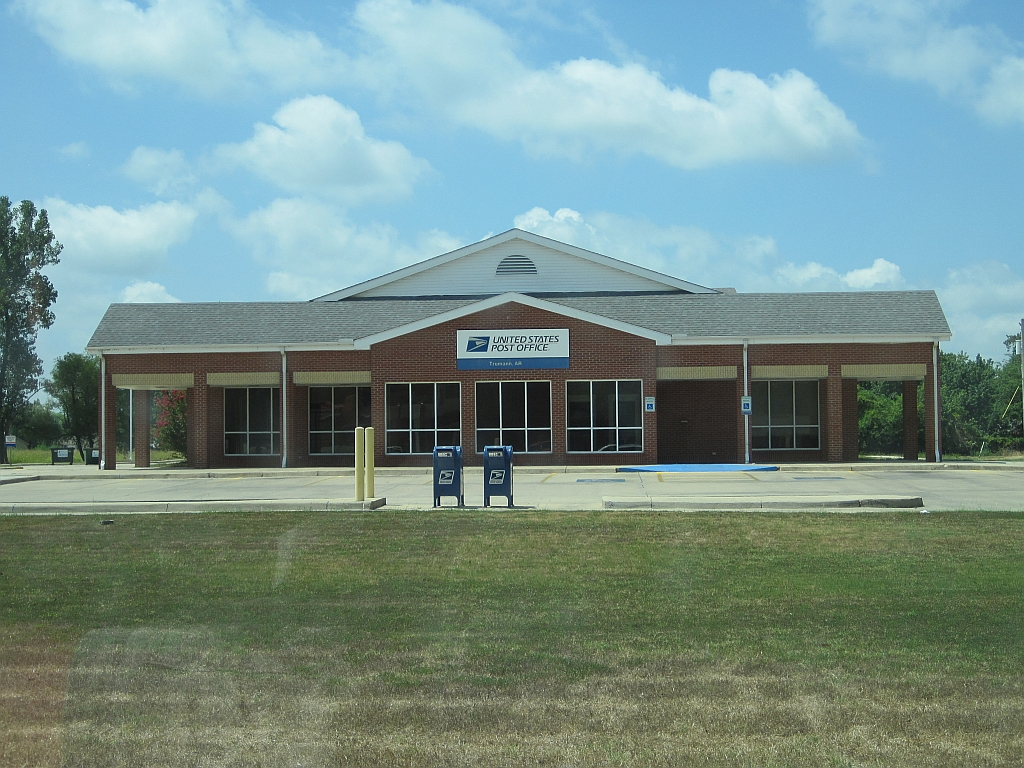
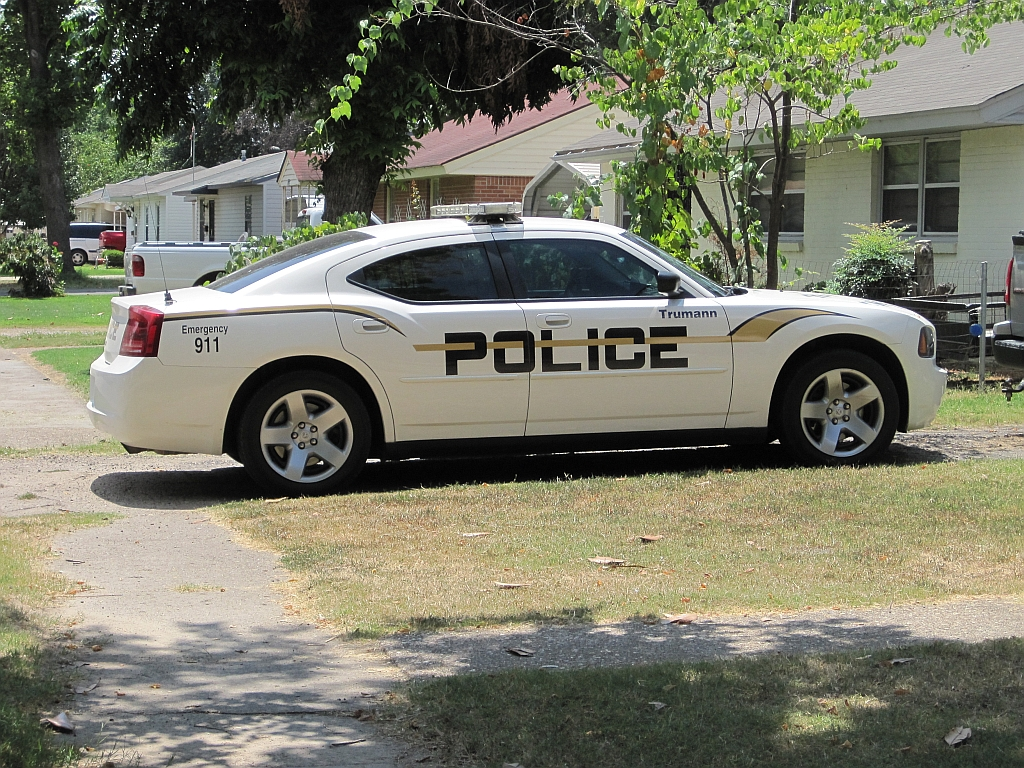
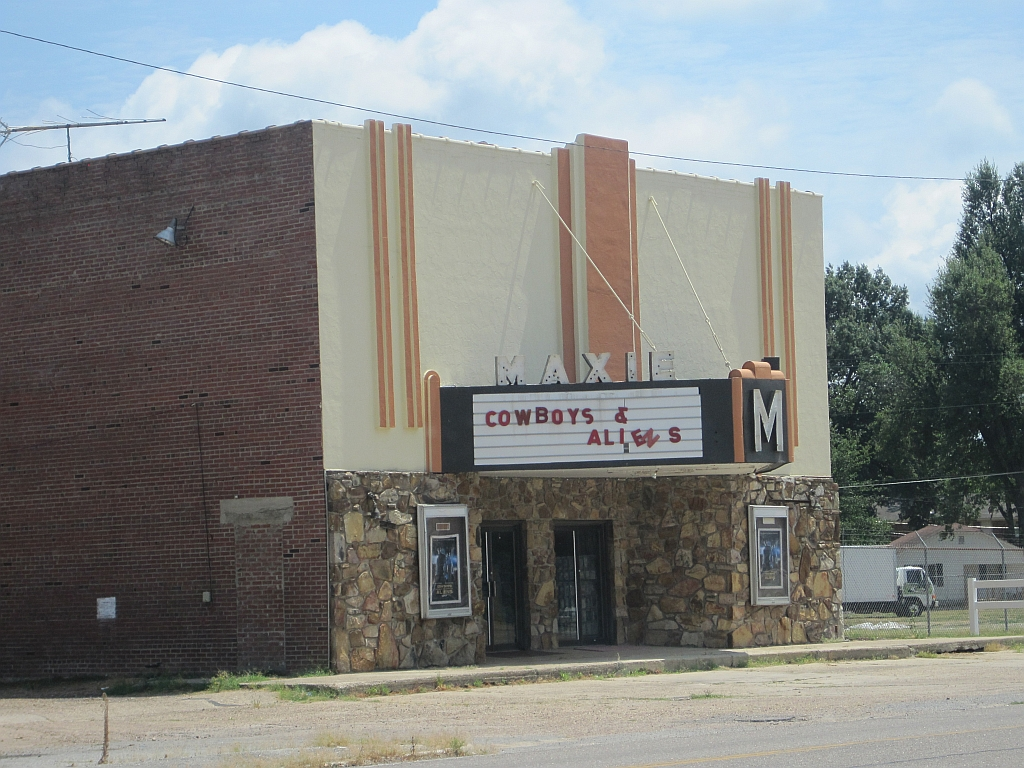
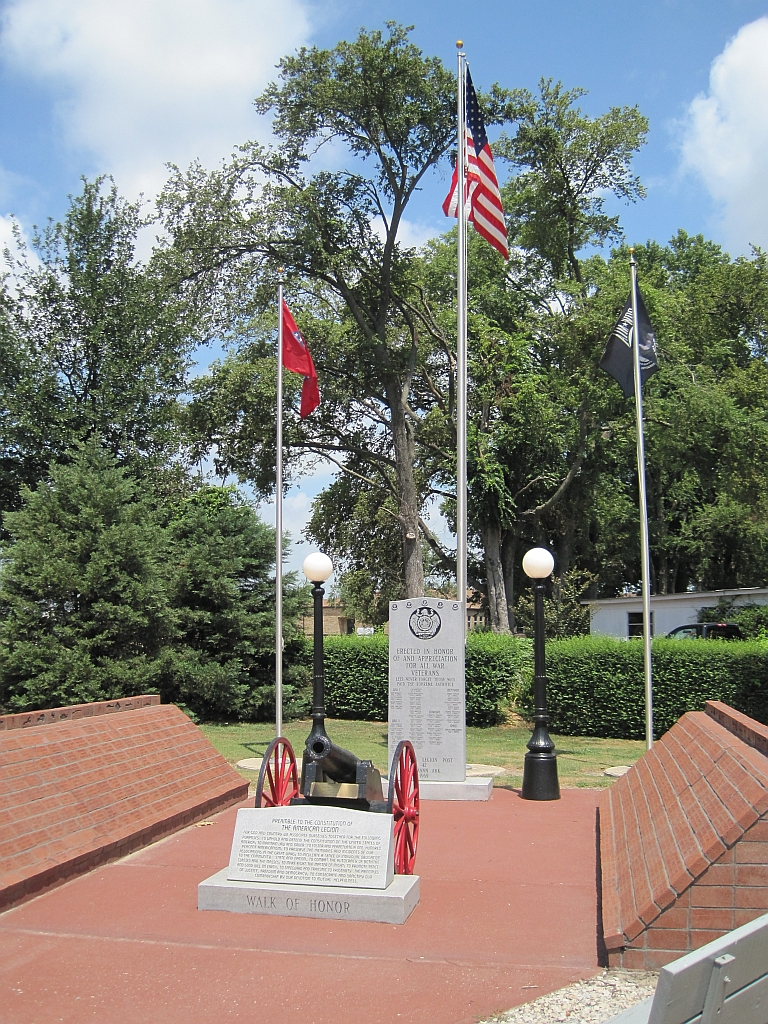
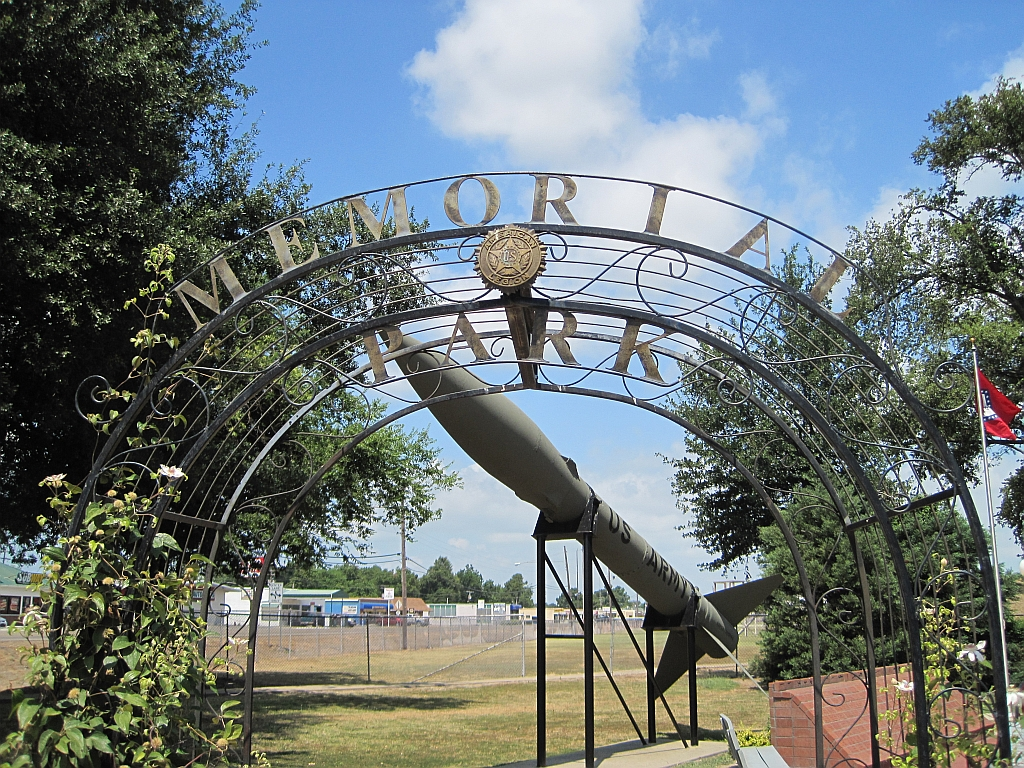